# Luca Ceccarelli (20 marzo 1983)
Luca Ceccarelli (Massa, 20 marzo 1983) è un ex calciatore italiano, di ruolo difensore.

## Caratteristiche tecniche
Difensore centrale, abile sia in marcatura che nel gioco aereo.

## Carriera
Inizia la carriera nella Fiorentina, con la quale esordisce in Serie A il 25 novembre 2001 in Inter-Fiorentina (2-0) e colleziona 12 presenze in Serie A. La squadra viola termina il campionato con la retrocessione in Serie B e con il successivo fallimento della società del presidente Vittorio Cecchi Gori. Viene quindi acquistato in compartecipazione da Inter e Milan. Passa in prestito al Venezia, che milita tra i cadetti. Non scende mai in campo e a gennaio del 2003 si trasferisce alla Fermana in Serie C1 con cui termina la stagione con un'altra retrocessione in Serie C2.
Disputa poi altri due campionati in Serie C1, prima con lo Spezia (12 presenze) e poi con la Pro Patria.
Ha giocato in Serie B con il Verona, squadra della quale è stato anche capitano e con la quale alla fine della stagione 2010-2011, dopo la disputa dei play-off di Prima Divisione Lega Pro, ha raggiunto la serie cadetta e nel successivo campionato di Serie B 2011-2012 ha contribuito al raggiungimento del quarto posto in classifica; la squadra poi è stata sconfitta dal Varese nella semifinale dei play-off. Nel corso del torneo di Serie B 2012-2013 è stato impiegato meno delle annate precedenti, segnando un gol in trasferta ad Empoli al 95' (1-1 il risultato finale).
Il 3 luglio 2013 torna allo Spezia firmando un contratto biennale; nel successivo mese di gennaio passa in prestito al Siena.
Il 21 gennaio 2015 passa in prestito con obbligo di riscatto al Catania giocando altre 19 partite in Serie B prima di rescindere il contratto con il club il 27 agosto dello stesso anno in seguito allo scandalo calcioscommesse.
Il giorno seguente firma per la Virtus Entella, squadra ligure riammessa in B proprio al posto dei siciliani. Il 25 maggio 2017 in scadenza di contratto, rinnova con i Diavoli Neri il proprio contratto fino al giugno 2018 quando dopo la retrocessione rimane svincolato. Con la squadra di Chiavari in tre stagioni ha giocato 106 partite e segnato 3 gol tra Serie B e Coppa Italia.
L'11 ottobre passa alla Pistoiese in Serie C firmando un contratto di un anno con opzione automatica per il secondo. Nelle stagioni successive milita poi nell'Arezzo e nella Pergolettese, tutte in terza serie.
Rimasto nuovamente svincolato, nell'ottobre 2021 viene ingaggiato dal Nibbiano & Valtidone, formazione piacentina del campionato di Eccellenza nella quale ritrova Daniele Cacia, suo compagno nel Verona.

## Statistiche

### Presenze e reti nei club
Statistiche aggiornate al 13 gennaio 2023
| Stagione              | Squadra               | Campionato            | Campionato | Campionato | Coppe nazionali | Coppe nazionali | Coppe nazionali | Coppe continentali | Coppe continentali | Coppe continentali | Altre coppe | Altre coppe | Altre coppe | Totale | Totale | Totale |
| Stagione              | Squadra               | Comp                  | Pres       | Reti       | Comp            | Pres            | Reti            | Comp               | Pres               | Reti               | Comp        | Pres        | Reti        | Pres   | Reti   |        |
| --------------------- | --------------------- | --------------------- | ---------- | ---------- | --------------- | --------------- | --------------- | ------------------ | ------------------ | ------------------ | ----------- | ----------- | ----------- | ------ | ------ | ------ |
| 2001-2002             | Fiorentina            | A                     | 12         | 0          | CI              | 2               | 0               | CU                 | 2                  | 0                  | SI          | 0           | 0           | 16     | 0      |        |
| 2002-gen. 2003        | Venezia               | B                     | 0          | 0          | CI              | 2               | 0               | -                  | -                  | -                  | -           | -           | -           | 2      | 0      |        |
| gen.-giu. 2003        | Fermana               | C1                    | 12         | 0          | CI-C            | 0               | 0               | -                  | -                  | -                  | -           | -           | -           | 12     | 0      |        |
| 2003-2004             | Spezia                | C1                    | 12         | 0          | CIC             | 0               | 0               | -                  | -                  | -                  | -           | -           | -           | 12     | 0      |        |
| 2004-2005             | Pro Patria            | C1                    | 33         | 1          | CI+CI-C         | 3+0             | 0               | -                  | -                  | -                  | -           | -           | -           | 36     | 1      |        |
| 2005-2006             | Catanzaro             | B                     | 37         | 0          | CI              | 2               | 0               | -                  | -                  | -                  | -           | -           | -           | 39     | 0      |        |
| 2006-2007             | Lucchese              | C1                    | 28         | 1          | CI-C            | 0               | 0               | -                  | -                  | -                  | -           | -           | -           | 28     | 1      |        |
| 2007-2008             | Spezia                | B                     | 29         | 1          | CI              | 1               | 0               | -                  | -                  | -                  | -           | -           | -           | 30     | 1      |        |
| 2008-2009             | Verona                | 1D                    | 22         | 0          | CI-LP           | 0               | 0               | -                  | -                  | -                  | -           | -           | -           | 22     | 0      |        |
| 2009-2010             | Verona                | 1D                    | 30+4       | 6          | CI+CI-LP        | 3+2             | 0               | -                  | -                  | -                  | -           | -           | -           | 39     | 6      |        |
| 2010-2011             | Verona                | 1D                    | 31+3       | 0          | CI+CI-LP        | 2+0             | 0               | -                  | -                  | -                  | -           | -           | -           | 36     | 0      |        |
| 2011-2012             | Verona                | B                     | 26+1       | 1          | CI              | 4               | 0               | -                  | -                  | -                  | -           | -           | -           | 31     | 1      |        |
| 2012-2013             | Verona                | B                     | 14         | 1          | CI              | 2               | 0               | -                  | -                  | -                  | -           | -           | -           | 16     | 0      |        |
| Totale Verona         | Totale Verona         | Totale Verona         | 123+8      | 8          |                 | 13              | 0               |                    | -                  | -                  |             | -           | -           | 144    | 8      |        |
| 2013-gen. 2014        | Spezia                | B                     | 22         | 1          | CI              | 3               | 1               | -                  | -                  | -                  | -           | -           | -           | 25     | 2      |        |
| gen.-giu. 2014        | Siena                 | B                     | 11         | 0          | CI              | 0               | 0               | -                  | -                  | -                  | -           | -           | -           | 11     | 0      |        |
| 2014-gen. 2015        | Spezia                | B                     | 20         | 0          | CI              | 2               | 0               | -                  | -                  | -                  | -           | -           | -           | 22     | 0      |        |
| Totale Spezia         | Totale Spezia         | Totale Spezia         | 94         | 2          |                 | 6               | 1               |                    | -                  | -                  |             | -           | -           | 100    | 3      |        |
| gen.-giu. 2015        | Catania               | B                     | 19         | 0          | CI              | 0               | 0               | -                  | -                  | -                  | -           | -           | -           | 19     | 0      |        |
| ago. 2015             | Catania               | LP                    | 0          | 0          | CI+CI-LP        | 1+0             | 0               | -                  | -                  | -                  | -           | -           | -           | 1      | 0      |        |
| Totale Catania        | Totale Catania        | Totale Catania        | 19         | 0          |                 | 1               | 0               |                    | -                  | -                  |             | -           | -           | 20     | 0      |        |
| ago. 2015-2016        | Virtus Entella        | B                     | 41         | 0          | CI              | 0               | 0               | -                  | -                  | -                  | -           | -           | -           | 41     | 0      |        |
| 2016-2017             | Virtus Entella        | B                     | 34         | 2          | CI              | 0               | 0               | -                  | -                  | -                  | -           | -           | -           | 34     | 2      |        |
| 2017-2018             | Virtus Entella        | B                     | 29+1       | 1          | CI              | 1               | 0               | -                  | -                  | -                  | -           | -           | -           | 31     | 1      |        |
| Totale Virtus Entella | Totale Virtus Entella | Totale Virtus Entella | 104+1      | 3          |                 | 1               | 0               |                    | -                  | -                  |             | -           | -           | 106    | 3      |        |
| ott. 2018-2019        | Pistoiese             | C                     | 28         | 0          | CI+CI-C         | -               | -               | -                  | -                  | -                  | -           | -           | -           | 28     | 0      |        |
| 2019-2020             | Arezzo                | C                     | 14         | 0          | CI-C            | 1               | 0               | -                  | -                  | -                  | -           | -           | -           | 15     | 0      |        |
| 2020-2021             | Pergolettese          | C                     | 23         | 1          | -               | -               | -               | -                  | -                  | -                  | -           | -           | -           | 23     | 1      |        |
| ott.2021-2022         | Nibbiano&Valtidone    | Ecc.                  | 17         | 0          | -               | -               | -               | -                  | -                  | -                  | -           | -           | -           | 17     | 0      |        |
| Totale carriera       | Totale carriera       | Totale carriera       | 544+9      | 14         |                 | 30              | 1               |                    | 2                  | 0                  |             | 0           | 0           | 585    | 15     |        |